# Постниково (деревня, Москва)
Постниково — деревня в Новомосковском административном округе Москвы (до 1 июля 2012 года была в составе Наро-Фоминского района Московской области). Входит в состав поселения Марушкинское.
Название, предположительно, произошло от некалендарного личного имени Постник.

## Население
| 1852 | 1859 | 1890 | 1899 | 1926 | 2002 | 2006 |
| ---- | ---- | ---- | ---- | ---- | ---- | ---- |
| 207  | ↗225 | ↗290 | ↘169 | ↗230 | ↘65  | ↗82  |
| 2010 |      |      |      |      |      |      |
| ↗157 |      |      |      |      |      |      |

Согласно Всероссийской переписи, в 2002 году в деревне проживало 65 человек (29 мужчин и 36 женщин); преобладающая национальность — русские (94 %). По данным на 2005 год, в деревне проживало 82 человека.

## География
Деревня Постниково находится у Боровского шоссе примерно в 8 км к западу от центра города Московский. Ближайший населённый пункт — посёлок Толстопальцево. Юго-восточнее деревни находится аэропорт Внуково.
В деревне 10 улиц и 3 переулка, приписано 2 садоводческих товарищества. Связана автобусным сообщением с аэропортом Внуково, станцией метро Тёплый Стан и городом Московский.
Деревня газифицирована.

## История
В середине XIX века деревня относилась к 1-му стану Звенигородского уезда Московской губернии, в деревне было 38 дворов, крестьян 90 душ мужского пола и 117 душ женского.
В «Списке населённых мест» 1862 года — казённая деревня 1-го стана Звенигородского уезда по правую сторону Ново-Калужского тракта из Москвы на село Нара Верейского уезда, в 30 верстах от уездного города и 18 верстах от становой квартиры, при пруде, с 33 дворами и 225 жителями (100 мужчин, 125 женщин).
По данным на 1899 год — деревня Перхушковской волости Звенигородского уезда с 169 жителями.
В 1913 году — 40 дворов.
По материалам Всесоюзной переписи населения 1926 года — деревня Марушкинского сельсовета Перхушковской волости Звенигородского уезда в 6,4 км от Можайского шоссе и 5,3 км от станции Внуково Киево-Воронежской железной дороги, проживало 230 жителей (109 мужчин, 121 женщина), насчитывалось 49 хозяйств, из которых 44 крестьянских.
1929—1930 гг. — населённый пункт в составе Звенигородского района Московского округа Московской области.
1930—1963, 1965—2012 гг. — в составе Наро-Фоминского района Московской области.
1963—1965 гг. — в составе Звенигородского укрупнённого сельского района Московской области.